# Dipoena niteroi
Dipoena niteroi är en spindelart som beskrevs av Claude Lévi 1963. Dipoena niteroi ingår i släktet Dipoena och familjen klotspindlar. Inga underarter finns listade i Catalogue of Life.